# Mecz Gwiazd PLKK 2002
Mecz Gwiazd – Wschód – Zachód 2002 – towarzyski mecz koszykówki rozegrany 3 marca 2002 roku w Polkowicach. W spotkaniu wzięły udział zawodniczki z Polskiej Ligi Koszykówki Kobiet podzielone na zespoły Wschodu i Zachodu.
Wybrano także Miss koszykarek, którą została zawodniczka Toyi Ślęza Wrocław – Agnieszka Szott. Pokonała ona Justynę Kłosińską z CCC Aquaparku Polkowice.
- MVP: Katie Smith (Wschód)
- Zwyciężczyni konkursu rzutów za 3 punkty: Natalija Trafimawa (Wschód)

## Statystyki spotkania
- Trener drużyny Wschodu: Krzysztof Koziorowicz (Lotos VBW Clima Gdynia)
- Trener drużyny Zachodu: Mirosław Trześniewski (MTK Polfa Pabianice)

pogrubienie – oznacza zawodniczkę wybraną do składu podstawowego poprzez głosowanie kibiców
| Wschód – 90                               | Wschód – 90                               | Wschód – 90                               | Wschód – 90                               | 72 – Zachód                               | 72 – Zachód                               | 72 – Zachód                               | 72 – Zachód                               |
| Wyniki Kwart – 18:15, 35:19, 20:21, 17:17 | Wyniki Kwart – 18:15, 35:19, 20:21, 17:17 | Wyniki Kwart – 18:15, 35:19, 20:21, 17:17 | Wyniki Kwart – 18:15, 35:19, 20:21, 17:17 | Wyniki Kwart – 18:15, 35:19, 20:21, 17:17 | Wyniki Kwart – 18:15, 35:19, 20:21, 17:17 | Wyniki Kwart – 18:15, 35:19, 20:21, 17:17 | Wyniki Kwart – 18:15, 35:19, 20:21, 17:17 |
| Zawodnik                                  | Kraj                                      | Klub                                      | Pkt                                       | Zawodnik                                  | Kraj                                      | Klub                                      | Pkt                                       |
| ----------------------------------------- | ----------------------------------------- | ----------------------------------------- | ----------------------------------------- | ----------------------------------------- | ----------------------------------------- | ----------------------------------------- | ----------------------------------------- |
| Katie Smith                               | Stany Zjednoczone                         | Lotos VBW Clima Gdynia                    | 19                                        | Monika Gonciarz-Ciecierska                | Polska                                    | CCC Aquapark Polkowice                    | 13                                        |
| Elen Szakirowa                            | Rosja                                     | Lotos VBW Clima Gdynia                    | 8                                         | Sylwia Wlaźlak                            | Polska                                    | MTK Polfa Pabianice                       | 13                                        |
| Patrycja Czepiec                          | Polska                                    | Wisła Kraków                              | 13                                        | Edyta Koryzna                             | Polska                                    | MTK Polfa Pabianice                       | 12                                        |
| Joanna Cupryś                             | Polska                                    | Lotos VBW Clima Gdynia                    | 16                                        | Jenny Mowe                                | Stany Zjednoczone                         | TOYA Ślęza Wrocław                        | 9                                         |
| Beata Krupska-Tyszkiewicz                 | Polska                                    | Łączność Olsztyn                          | 10                                        | Elżbieta Trześniewska                     | Polska                                    | MTK Polfa Pabianice                       | 8                                         |
| Małgorzata Dydek                          | Polska                                    | Lotos VBW Clima Gdynia                    | 5                                         | Agnieszka Szott                           | Polska                                    | TOYA Ślęza Wrocław                        | 7                                         |
| Anna Wielebnowska                         | Polska                                    | Wisła Kraków                              | 7                                         | Anna Kędzior                              | Polska                                    | Cukierki Odra Brzeg                       | 4                                         |
| Elżbieta Międzik                          | Polska                                    | SMS PZKosz                                | 5                                         | Olga Muraszkina                           | Białoruś                                  | Cukierki Odra Brzeg                       | 3                                         |
| Natalija Trafimawa                        | Białoruś                                  | Łączność Olsztyn                          | 4                                         | Dilara Wieliszajewa                       | Ukraina                                   | Cukierki Odra Brzeg                       | 3                                         |
| Daiva Jodeikaitė                          | Litwa                                     | ŁKS Łódź                                  | 3                                         | Justyna Kłosińska                         | Polska                                    | CCC Aquapark Polkowice                    | 0                                         |